# Герцог Йоркский
Герцог Йоркский (англ. Duke of York) — герцогский титул, который английские, а затем британские короли давали членам своего семейства (с конца XV века, за единичными исключениями, этот титул носили вторые сыновья монархов). Происходит от названия города Йорк, одного из старейших городов Британии.

## Йоркская династия XV века — «белая роза»
Первое присвоение титула герцога Йоркского произошло 6 августа 1385 года, когда Ричард II дал этот титул своему дяде Эдмунду Лэнгли, основателю дома Йорков, спорившего из-за английской короны с Ланкастерской линией (война Алой и Белой розы). Титул носил сам Эдмунд (ум. 1402), его старший сын Эдуард Норичский, погибший в битве при Азенкуре в 1415 году, и племянник последнего Ричард Йоркский, претендовавший на престол, одно время бывший наследником Генриха VI и погибший в сражении при Уэйкфилде в 1460 году. Сын Ричарда, ставший королём Эдуардом IV, сделал герцогом Йоркским своего младшего малолетнего сына Ричарда — одного из «принцев в Тауэре», таинственно исчезнувших в период правления их дяди Ричарда III.
Начиная с присвоения титула сыну Эдуарда IV существует традиция, по которой этот титул носят вторые сыновья королей (или, реже — первые из младших братьев королей, в случае, когда их родители сами не царствовали).

## Тюдоры и Стюарты
Будущие короли Англии Генрих VIII и Карл I носили титул герцога Йоркского до смерти своих старших братьев (после чего они стали принцами Уэльскими), Яков II — до вступления на престол (он наследовал старшему брату Карлу II, не оставившему законных детей). Сын Якова II, претендент Яков III, пожаловал в изгнании своему второму сыну, Генриху Бенедикту, титул герцога Йоркского; он был известен под именем кардинала Йорка, и с ним прекратился в 1807 году королевский род Стюартов.

## Ганноверы
Георг I даровал в 1716 году своему брату Эрнсту Августу, епископу оснабрюкскому, титул герцога Йорка. Он умер бездетным в 1728 году. Затем в 1760 году титул перешёл к Эдуарду Августу, второму сыну принца Фредерика Уэльского и внуку Георга II, умершему бездетным в 1767 году. Тогда титул герцога Йорка был дан Фредерику, второму сыну короля Георга III, известному военачальнику; он умер в 1827 году также бездетным.
Герцоги Йоркские из домов Стюартов и Ганноверов носили также шотландский титул «герцог Олбани», поэтому, как носители двойного герцогского титула — Йоркского и Олбани (англ. Duke of York and Albany), не включены в список ниже.

## Виндзоры
Следующим носителем титула герцога Йоркского стал внук королевы Виктории Георг. Это присвоение стало исключением из традиции давать титул вторым сыновьям королей. Хотя Георг и был вторым сыном наследника Виктории, принца Уэльского Эдуарда, но получил титул герцога Йоркского он лишь в мае 1892 года, после того, как его старший брат, Альберт Виктор, герцог Кларенс, умер молодым при жизни отца и бабки. После смерти Виктории и вступления на престол отца, Эдуарда VII, Георг стал принцем Уэльским, а в 1910 году наследовал отцу как Георг V. Следующим герцогом Йоркским был его второй сын Альберт, который после отречения старшего брата Эдуарда VIII в 1936 году также стал королём (как Георг VI).
С 1986 года титул герцога Йоркского носит Эндрю, второй сын королевы Елизаветы II.
Таким образом, некий «злой рок» сопровождает титул герцога Йоркского — вот уже более пятисот лет ни одному принцу, носящему этот титул, не удалось передать его своему сыну: либо герцоги Йоркские вступают на престол, либо умирают, не оставив сыновей.
Всем трём герцогам Йоркским из дома Виндзоров присваивался второстепенный шотландский титул «граф Инвернесс» (используемый как основной в Шотландии), а также второстепенный баронский титул, который у будущих Георгов V и VI выглядел как «барон Килларни», а у принца Эндрю — «барон Киллели».

## Герцоги Йоркские

### Первая креация (1385—1415, 1425—1461)
- 1385—1402: Эдмунд Лэнгли, 1-й герцог Йоркский (5 июня 1341 — 1 августа 1402), граф Кембридж (с 1362), четвёртый выживший сын короля Англии Эдуарда III Плантагенета и Филиппы Геннегау
- 1402—1415: Эдуард Норвичский, 2-й герцог Йоркский (1373—25 октября 1415), герцог Омальский (1397—1399), граф Кембриджский (1402—1414), граф Ратленд (1390—1402) и граф Корк (с 1395), старший сын Эдмунда Лэнгли, 1-го герцога Йоркского, и Изабеллы Кастильской, внук короля Англии Эдуарда III.
- 1425—1460: Ричард Плантагенет, 3-й герцог Йоркский (21 сентября 1411 — 30 декабря 1460), граф Кембридж, граф Марч и граф Ольстер (1425—1460), единственный сын Ричарда Конисбурга, 3-го графа Кембриджа (1375/1376 — 1415) от первого брака с Анной Мортимер (1390—1411)
- 1460-1461: Эдуард, 4-й герцог Йоркский (28 апреля 1442 — 9 апреля 1483), граф Кембридж, граф Марч и граф Ольстер (1460—1461), старший сын Ричарда, 3-го герцога Йоркского и Сесилии Невилл. Будущий король Англии Эдуард IV (1461—1470, 1471—1483).

### Вторая креация (1474—1483)
- 1474—1483: Ричард Шрусбери, 1-й герцог Йоркский (17 августа 1473 — 1483?), второй сын короля Англии Эдуарда IV и Елизаветы Вудвилл (ок. 1437 — 1492)

### Третья креация (1494—1509)
- 1494—1509: Генрих, герцог Йоркский (28 июня 1491 — 28 января 1547), второй сын короля Англии Генриха VII Тюдора (1457—1509) и Елизаветы Йоркской (1466—1503), дочери короля Англии Эдуарда IV. Также принц Уэльский и граф Честерский (1504), герцог Корнуольский (1502), будущий король Англии Генрих VIII (1509—1547).Флаг герцога Йоркского в Англии, Северной Ирландии, Уэльсе и на заморских территориях.

### Четвёртая креация (1605—1625)
- 1605—1625: Карл, герцог Йоркский (19 ноября 1600 — 30 января 1649), второй сын короля Англии Якова I Стюарта (1566—1625) и Анны Датской (1574—1619). Также носил титулы: принц Уэльский и граф Честерский (с 1616), герцог Корнуольский и герцог Ротсей (с 1612) и др. Будущий король Англии, Шотландии и Ирландии Карл I (1625—1649)

### Пятая креация (1633/1644 — 1685)
- 1633/1644 — 1685: Джеймс, герцог Йоркский (14 октября 1633 — 16 сентября 1701), второй сын короля Англии Карла I Стюарта (1600—1649) и Генриетты-Марии Французской (1609—1669). Также носил титулы: герцог Олбани (1660), граф Ольстер (1659). Будущий король Англии, Шотландии и Ирландии Яков II (1685—1688).

### Шестая креация (1892—1910)
- 1892—1910: Принц Георг, герцог Йоркский (3 июня 1865 — 20 января 1936), второй сын короля Великобритании Эдуарда VII (1841—1910) и Александры Датской (1844—1925). Также носил титулы: принц Уэльский и граф Честерский (1901), герцог Корнуольский и герцог Ротсей (1901) и др. Будущий король Великобритании Георг V (1910—1936).

### Седьмая креация (1920—1936)
- 1920—1936: Принц Альберт, герцог Йоркский (14 декабря 1895 — 6 февраля 1952), второй сын короля Великобритании Георга V (1865—1936) и Марии Текской (1867—1953). Также носил титулы: граф Инвернесс и барон Килларни (1920). Будущий король Великобритании Георг VI (1936—1952).

### Восьмая креация (1986)
- с 1986: Принц Эндрю, герцог Йоркский (род. 19 февраля 1960), второй сын Елизаветы II Виндзор (1926—2022), королевы Великобритании (1952—2022), и принца-консорта Филиппа, герцога Эдинбургского (1921—2021). Также носит титулы: граф Инвернесс и барон Килларни.